# Saint-Marcel (Morbihan)
Saint-Marcel település Franciaországban, Morbihan megyében. Lakosainak száma 1129 fő (2022. január 1.). Saint-Marcel Saint-Abraham, Caro, Missiriac, Malestroit, Pleucadeuc, Bohal és Sérent községekkel határos.

## Népesség
A település népessége az elmúlt években az alábbi módon változott:
| Lakosok száma | 558  | 732  | 845  | 951  | 1052 | 1060 | 1074 | 1106 | 1113 | 1129 |
|               | 1968 | 1982 | 1990 | 2006 | 2013 | 2015 | 2017 | 2019 | 2020 | 2022 |